# La Azozuca
La Azozuca är en ort i Mexiko.   Den ligger i kommunen Ayutla de los Libres och delstaten Guerrero, i den södra delen av landet, 290 km söder om huvudstaden Mexico City. La Azozuca ligger 219 meter över havet och antalet invånare är 1 924.
Terrängen runt La Azozuca är varierad. Runt La Azozuca är det glesbefolkat, med 19 invånare per kvadratkilometer. Närmaste större samhälle är Cruz Grande, 14,0 km sydväst om La Azozuca. Omgivningarna runt La Azozuca är en mosaik av jordbruksmark och naturlig växtlighet.